# Den sorte madonna
Der er også en dansk film fra 2007 med navnet Den Sorte Madonna
Den sorte madonna er et maleri af jomfru Maria med sort hud. Der findes hundredvis alene i Sydfrankrig.
Særlig berømt er den Sorte Madonna af Częstochowa, en polsk ikon der ifølge legenden er malet af evangelisten Lukas. Den tilskrives flere mirakler og er et pilgrimsmål.
| Religion | Spire Denne religionsartikel er en spire som bør udbygges. Du er velkommen til at hjælpe Wikipedia ved at udvide den. |